# 国際パラリンピック委員会

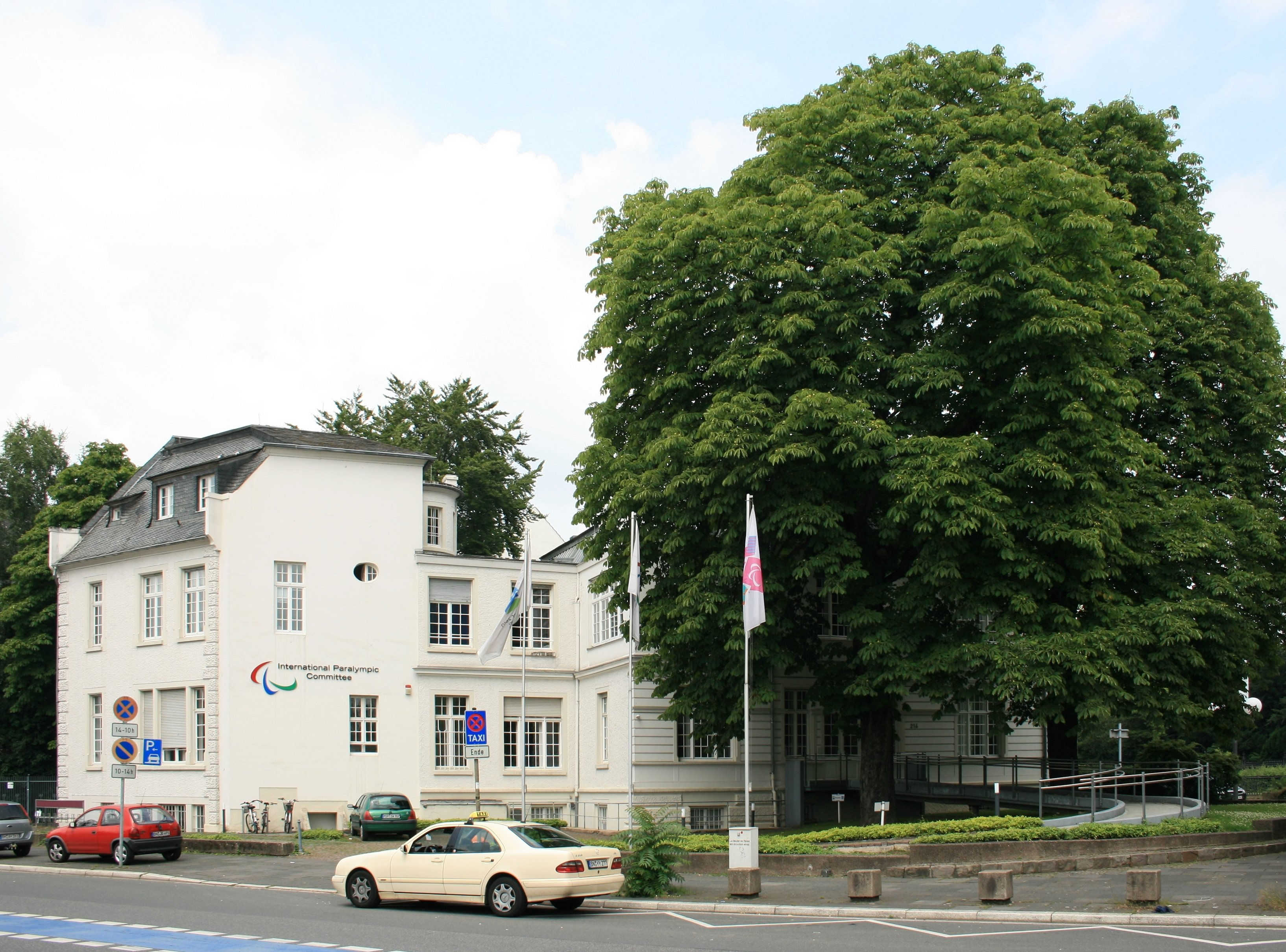
ボンにあるIPC本部

国際パラリンピック委員会（こくさいパラリンピックいいんかい、英: International Paralympic Committee; IPC、仏: Comité International Paralympique）は、パラリンピックを主催する団体であり、またパラリンピックに参加する各種国際障害者スポーツ統括団体を統括する組織。本部はドイツのボンにある。1989年9月22日に設立。
IPCの下部組織である各国パラリンピック委員会（National Paralympic Committees; NPC）を通じて、登録商標となっている「パラリンピック」の保護を義務付け、世界各国の障害者スポーツ振興にも注力している。2008年の北京大会からは国際オリンピック委員会（IOC）との関係が強化されている。

## 歴代会長
| 氏名 | 氏名                        | 出身国   | 在任期間        |
| ---- | --------------------------- | -------- | --------------- |
|      | ロバート・D・ステッドワード | カナダ   | 1989年 - 2001年 |
|      | フィリップ・クレーブン      | イギリス | 2001年 - 2017年 |
|      | アンドリュー・パーソンズ    | ブラジル | 2017年 -        |

## 組織

### 総会
IPC総会（IPC General Assembly）は、IPCの最高意思決定機関である。国際競技連盟、各国の国内パラリンピック委員会、国際障害者スポーツ連盟、地域組織によって構成され、2年に1回開催される。

### 理事会
IPC理事会（IPC Governing Board）は、IPC総会において、会長・副会長各1名と理事10名（IPCアスリート評議会議長、CEOを除く）が4年ごとに選出される。理事は最大3期まで務めることができる。2021年12月に選出された理事会は、14人で構成されている。2021年のIPC総会での決定により、2022年の北京パラリンピック後に、IPCアスリート評議会副議長が理事会に加わる見込みである。
| 役職                    | 氏名                                                           | 出身国（NPC・出身組織）                           |
| ----------------------- | -------------------------------------------------------------- | ------------------------------------------------- |
| 会長                    | アンドリュー・パーソンズ （Andrew Parsons）                    | ブラジル                                          |
| 副会長                  | デュエイン・ケイル （Duane Kale）                              | ニュージーランド                                  |
| 理事                    | デブラ・アレクサンダー （Debra Alexander）                     | 南アフリカ共和国 · （ワールドトライアスロン）     |
| 理事                    | モハマド・アルハメリ （Mohamed Alhameli）                      | アラブ首長国連邦                                  |
| 理事                    | メアリアナ・デイヴィス（マフィー・デイヴィス） （Muffy Davis） | アメリカ合衆国                                    |
| 理事                    | 松江美季（マセソン美季） （Miki Matheson）                     | 日本                                              |
| 理事                    | チェルシー・ゴテル （Chelsey Gotell）                          | カナダ                                            |
| 理事                    | ジャイ・ジュン・チョン （Jai-Jun Choung）                      | 韓国                                              |
| 理事                    | ルカ・パンカリ （Luca Pancalli）                               | イタリア                                          |
| 理事                    | ヨン・ピーターソン （John Petersson）                          | デンマーク                                        |
| 理事                    | マジド・ラシド （Majid Rashed）                                | アラブ首長国連邦 · （アジアパラリンピック委員会） |
| 理事                    | ロビン・スミス （Robyn Smith）                                 | オーストラリア · （国際知的障害者スポーツ連盟）   |
| IPCアスリート評議会議長 | イツケ・フィセル （Jitske Visser）                             | オランダ                                          |
| CEO                     | マイク・ピーターズ （Mike Peters）                             | アメリカ合衆国                                    |

### 地域組織
- アジアパラリンピック委員会（APC）
- アフリカパラリンピック委員会（英語版）（ASCOD）
- アメリカパラリンピック委員会（APC）
- 欧州パラリンピック委員会（英語版）（EPC）
- オセアニアパラリンピック委員会（英語版）（OPC）

## 主催大会
- 世界パラ陸上競技選手権大会
- 世界パラ水泳選手権大会
- パラアルペンスキー世界選手権（英語版）
- パラノルディックスキー世界選手権（英語版）
- パラアイスホッケー世界選手権（英語版）
- 世界パラ・パワーリフティング選手権大会（英語版）
- パラアーチェリー世界選手権大会（英語版）
- パラ射撃世界選手権大会（英語版）

## スポンサー

### ワールドワイドパートナー
- ABインベブ
- Airbnb
- アリババグループ
- アリアンツ
- ザ コカ・コーラ カンパニー - 蒙牛乳業
- デロイト トウシュ トーマツ
- オメガ
- オットーボック
- プロクター・アンド・ギャンブル
- サムスン電子
- TCL集団
- ビザ